# Ръкопляскане
Ръкопляскането (още аплодисменти) (на латински: applaudere – „за да удариш“, „пляскаш“) е предимно форма на овации или похвали, изразени с акта на пляскане или удряне на дланите на ръцете, за да се създаде шум. Публиката обикновено аплодира след изпълнения, като музикален концерт, реч или пиеса, в знак на удоволствие и одобрение. Ръкопляскане в днешно време е много популярно и в повечето страни членовете на публиката пляскат ръцете си на случаен принцип, за да издадат постоянен шум. Има тенденция да се синхронизира по естествен начин в слаба степен – в Русия, Норвегия и много страни от Северна и Източна Европа синхронизираното пляскане е по-популярно от случайното пляскане.

## История
Възрастта на обичая да се ръкопляска е несигурна, но е широко разпространена сред човешките култури. Разнообразието от неговите форми е ограничено само от способността да се измислят средства за издаване на шум (напр. Тъпчене с крака или потупване на юмруци или ръце по маса). Във всяка култура обаче ритуала обикновено е предмет на конвенции.
Древните римляни са ръкопляскали на публични представления, за да изразят степен на одобрение: щракване с пръст и палец, пляскане с плоската част дланта или формираната от нея вдлъбнатина, и размятане края на тогата. Император Аврелиан замества размятанего на тогата с размахването на салфетки (орариум), които той е раздал на римския народ. В римския театър, в края на пиесата, главният актьор извиква „Valete et plaudite!“, а публиката, водена от неофициални хорего, скандира одобрението си антифонно. Това често се организира и заплаща.
По същия начин клакьори (от френски: claque – „шамари“) е организирана група от професионални аплодисменти във френските театри и оперни театри, които са платени от изпълнителя (изпълнителите), за да създадат илюзията за повишено ниво на одобрение от публиката.
В християнството обичаите на театъра са възприети от църквите. Евсевий казва, че Павел от Самосата насърчава събранието да посочи одобрението на неговата проповед, като размахва ленени кърпи (на гръцки: οθοναις), а през IV и V век аплодисментите на реториката на популярните проповедници са станали утвърден обичай. Аплодисментите в църквата в крайна сметка излизат от мода, и отчасти поради влиянието на квазирелигиозната атмосфера на представленията на оперите на Рихард Вагнер в Bayreuth Festspielhaus, чийто благоговеен дух вдъхновява това и скоро се разпростира и към театъра и концертната зала.

## Характеристики на аплодисментите
Аплодисментите имат три основни характеристики:
1. Сила: Интензивност на аплодисментите
2. Темпо: Скорост на повторение на пляскане, честотата
3. Продължителност: Времетраене на аплодисментите

Според тези характеристики аплодисментите могат да бъдат класифицирани в следните категории: освиркване, отсъствие на аплодисменти, слабо, колективно, интензивно и овация.

## Протокол
Добре разпознаваемите политици, актьори и музиканти често получават аплодисменти веднага щом се появят за първи път на сцената, дори преди да е започнала тяхната изпълнителска дейност. Това признание е дадено, за да покаже възхищение от миналите им постижения и не е отговор на представлението, на което присъства публиката.

## Галерия
- Ръкопляскане на концерт
- Ръкопляскане на сватба
- Окуражаващо ръкопляскане по време на състезание
- Ръкопляскане на призьора
- Ръкопляскане като поздрав